# العبر آل جريب (لودر)

تعديل مصدري - تعديل

العبر آل جريب هي إحدى قرى عزلة زارة بمديرية لودر التابعة لمحافظة أبين، بلغ تعداد سكانها 402 نسمة حسب تعداد اليمن لعام 2004.